# Рич-медиа
Рич-медиа (англ. rich media — «богатый, роскошный» + медиа) — объекты, рекламные носители, являющиеся активными графическими элементами, осуществляющими взаимодействие с пользователем посредством звука, анимации, видео и т. п., а также  технологии изготовления таких рекламных материалов. Например, для рич-медиа-баннер могут использоваться Flash (ранее), JavaScript, HTML5.
В качестве достоинства рич-медиа обычно отмечают, что с его помощью рекламу можно сделать более занимательной и интерактивной. Однако такая реклама более сложна в изготовлении, чем, скажем, анимированная картинка. Рич-медиа — активная и агрессивная реклама, поэтому при её использовании особенно важно соблюдать меру, чтобы оставить у пользователей положительное впечатление.